# Ashley Cafagna-Tesoro
Ashley Lyn Cafagna, in arte semplicemente Ashley Cafagna, nome poi cambiato in Ashley Tesoro (Iowa City, 15 febbraio 1983), è un'attrice e cantante statunitense di origini italiane.

## Biografia
È nota al pubblico soprattutto per i ruoli di Kimberly Fairchild, la seconda figlia di Adam Alexander (Michael Swan), nella soap opera Beautiful  (The Bold and the Beautiful, 1998-2001) e di Liz Miller nella serie televisiva Bayside School - La nuova classe (1997-2000), ruoli per i quali ha ricevuto varie nomination allo YoungStar Award. Ha inoltre partecipato ad altre serie televisive come Settimo cielo  (7th Heaven, 2007) e a vari film come  The Skulls II  (2002), ecc. Il suo esordio sul grande schermo risale al 1994 nel film Lost Island.
Il cognome Tesoro è quello del marito, Anthony Tesoro jr., sposato nel 2001 e con il quale ha fondato la casa discografica Tesoro Records. Sotto questa etichetta, Ashley Tesoro ha inciso il suo primo (e finora unico) album (Ashley Tesoro EP ) nel 2007: le sue performance da cantante spaziano dal country al pop, sino alla musica religiosa (sia Ashley che il marito sono infatti ministri di culto cristiani). Saltuariamente è anche modella: ha lavorato per Radiosa Gowns, Levi's e Tommy Hilfiger.

## Filmografia

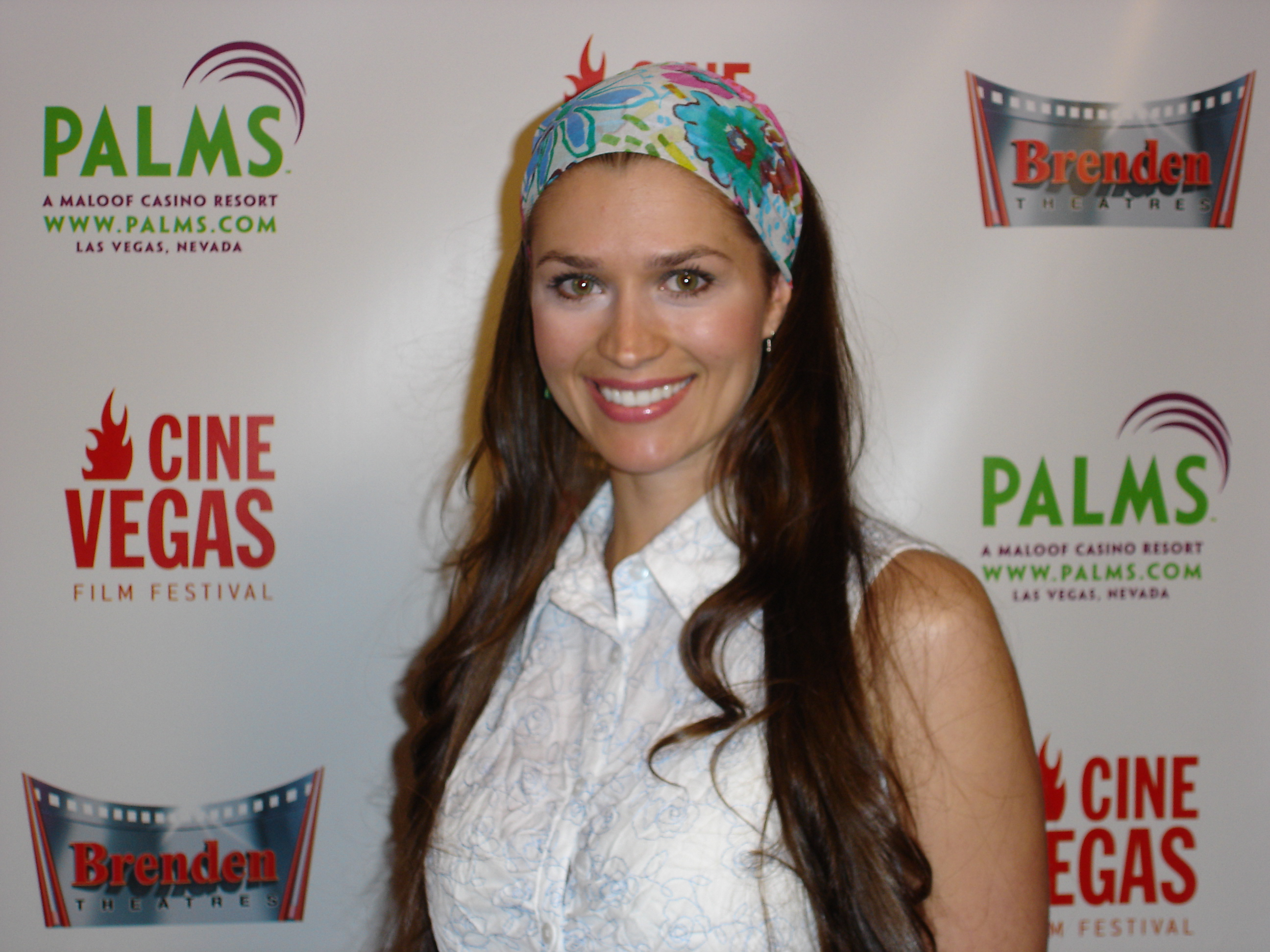
Ashley Lyn Cafagna-Tesoro al CineVegas Film Festival a Las Vegas nel 2007

### Cinema
- Lost Island, regia di Mark S. Simpson (1994)
- Il signore delle illusioni (Lord of Illusions), regia di Clive Barker (1995)
- Demon in the Bottle, regia di Randall William Cook (1996)
- Mystery Monsters, regia di Charles Band (1997)
- Un magico week-end (The Midas Touch), regia di Peter Manoogian (1997)
- The Werewolf Reborn!, regia di Jeff Burr (1998)
- The Skulls II, regia di Joe Chappelle (2002)

### Televisione
- Mr. Murder, regia di Dick Lowry (1998)

### Serie TV
- Hollywood - La valle delle bambole (Valley of the Dolls) – serie TV, episodi 1x29 (1994)
- Settimo cielo (7th Heaven) – serie TV, episodi 2x9 (1997)
- Bayside School - la nuova classe (Saved by the Bell: The New Class) – serie TV, 52 episodi (1997-2000)
- Beautiful (The Bold and the Beautiful) – serie TV, 314 episodi (1998-2001)

## Discografia
- 2007 - Ashley Tesoro EP  (Tesoro Records)

## Doppiatrici italiane
- In Beautiful, Ashley Cafagna è stata doppiata da Domitilla D'Amico.[1]
- In The Skulls II, Ashley Cafagna è stata doppiata da Cristiana Rossi.

## Curiosità
- Le doti canore di Ashley Cafagna si sono potute notare già in Beautiful, quando in una delle puntate della soap opera girate a Venezia, l'attrice ha interpretato la canzone di Mariah Carey I Still Believe. Il brano era idealmente dedicato da Kimberley Fairchild, ovvero il personaggio interpretato dalla Cafagna, al suo grande amore Rick Forrester (interpretato all'epoca da Justin Torkildsen).